# Botanic Gardens Conservation International
Botanic Gardens Conservation International (BGCI) är en ideell medlemsorganisation för botaniska trädgårdar i över 100 länder världen över. Organisationen grundades 1987 som en välgörenhetsorganisation med syftet att föra samman världens botaniska trädgårdar i ett globalt nätverk för bevarande av växters biologisk mångfald. BGCI har sitt huvudkontor i Kew i Storbritannien och har ungefär 800 botaniska trädgårdar som medlemmar, vilket gör den till världens största nätverk för växtbevarande.

## Verksamhet
Organisationens databaser och nätverk används av akademiker för forskning.
Organisationens nätverk av botaniska trädgårdar omfattar:
- Globalt betydelsefulla levande växtsamlingar som täcker cirka en tredjedel av världens kända växter
- Fröbanker, växthus och infrastruktur för vävnadsodling
- Tekniska kunskapsnätverk för policy, praktik och utbildning inom arbete med bevarande av växters biologiska mångfald.

Enligt BGCI:s strategiska ramverk för 2021-2025 arbetar organisationen på fem huvudsakliga sätt:
- Bevara växter
- Inspirera och leda människor
- Dela kunskap och resurser
- Hantera globala utmaningar genom offentligt engagemang och utbildning
- Säkerställa ett effektivt och motståndskraftigt nätverk

### Tidskrift
BGjournal är en tidskrift om botaniska trädgårdar. Den ges ut två gånger om året av Botanic Gardens Conservation International (BGCI).

### Databaser
BGCI tillhandahåller flera databastjänster för att stödja sitt arbete och underlätta samarbete inom det globala nätverket av botaniska trädgårdar, två av de är plantsearch och gardensearch:

#### Plantsearch
Plantsearch är ett globalt verktyg för att få tillgång till och dela information om levande samlingar som underhålls av botaniska trädgårdar. Databasen innehåller information på taxonnivå från över 1 100 samlingar av levande/livskraftiga växter, frön, pollen och växtvävnad. Verktyget används för att lokalisera och koppla samman taxa och samlingar av intresse, identifiera globala och regionala trender i botaniska trädgårdars ex situ-bevarandekapacitet, och för att spåra framsteg i implementeringen av internationella policyer som Global Biodiversity Framework och Global Strategy for Plant Conservation (GSPC).

#### Gardensearch
GardenSearch är den enda globala informationskällan för alla botaniska trädgårdar världen över. Förutom tusentals botaniska trädgårdar och arboreta inkluderar databsen även djurparker, genbanker och fröbanker, samt vävnadskultur- och kryokonserverade samlingar. Databasen används för att lokalisera trädgårdar i olika regioner, koppla samman potentiella samarbetspartners genom att identifiera trädgårdar med specifika egenskaper, faciliteter och program, samt för att identifiera globala trender inom botaniska trädgårdars bevarandeförmåga.

## Ekonomi och organisation
För räkenskapsåret som avslutades 31 december 2022 uppgick BGCIs totala intäkter till närmare 3 miljoner pund. Vid samma tidpunkt hade organisationen 28 anställda och 13 förvaltare.